# Тіньйоза-Гранде
Тіньйо́за-Гра́нде (або Велика Тіньйоза; порт. Tinhosa Grande) — маленький острів у складі Сан-Томе і Принсіпі з групи Педраш-Тіньйозаш. Адміністративно відноситься до округу Паге.
Острів розташований за 23,5 км від південний захід від мису Піку-Негру, що на півдні острова Принсіпі, та за 4,2 км на південний схід від острова Тіньйоза-Пекена. Має неправильну амебоподібну форму, з трьома півостровами на південному сході та по одному з північного заходу та північного сходу. Скелястий та незаселений. Максимальна висота становить 40 м. Довжина становить 570 м, ширина — до 350 м.